# 邱紅霞
邱紅霞（1982年2月10日—）是中国已退役的女子举重运动员。

## 生涯
1982年出生在广西平乐县桥亭乡，1991年在沙子小学读书时，被永福体校举重教练韦宪育发掘。1992年后跟随韦宪育到广东中山市体校学习，1998年后在、广东省体育运动技术学院接受培训。1999年在陕西举行的全国第四届城市运动会上，邱红霞代表深圳队，分别以抓举87.5公斤、挺举115公斤、总成绩202.5公斤的优异成绩获得48公斤级女子举重三项冠军，并破世界纪录。
2001年在韩国举办的第十四届女子举重亚洲锦标赛中，邱红霞分别以抓举87.5公斤、挺举117.5公斤和总成绩205公斤的优秀成绩夺得53公斤级女子举重3个项目的冠军，摘得三块金牌。这是她的首次出国比赛，也是第一次代表国家队参赛。
在2006年世界举重锦标赛女子53公斤级的较量中，邱红霞不仅包揽了抓举、挺举和总成绩三项冠军，还打破了挺举和总成绩两项世界纪录。抓举比赛中，她第一把就举起了95公斤，第二把举起98公斤，第三把始举103公斤失败。在挺举比赛中，她第一把就举了120公斤，第二把又成功举起了125公斤，第三把要了128公斤，并成功举起，打破了李雪久创造的127公斤世界纪录。她的最后总成绩为226公斤，打破了杨霞创造的225公斤世界纪录。
2008年4月在安徽合肥举行的全国女子举重锦标赛暨奥运会选拔赛中，邱红霞代表广东队，以最终成绩是抓举100公斤、挺举125公斤，和225公斤的总成绩，摘夺53公斤级金牌。由于名额限制，她最终未能参与奥运会。
2009年10月，在第十一届全运会举重女子53公斤级比赛中，邱红霞以226公斤获亚军。会后宣布退役。
2012年4月复出，在山东济南举行的全国女子举重锦标赛暨奥运会选拔赛中，邱红霞代表广东队，以215公斤的总成绩获得53公斤级季军。
2013年9月，参加了在辽宁沈阳举行的第十二届全运会，获得女子53公斤级举重第五名。会后再次宣布退役。

## 个人生活
2005年毕业于广州体育学院运动训练系，获得学士学位。2009年全运会后，进入北京体育大学读研究生，期间被选派至美国做交换生。2013年顺利毕业。2014年3月，开始了退役后的执教生涯。